# Heroic Fantasy. Il meglio della fantasia eroica moderna
Heroic Fantasy. Il meglio della fantasia eroica moderna è un'antologia di racconti di genere heroic fantasy pubblicata in Italia da Fanucci Editore nel 1979, come uscita n. 4 della collana Enciclopedia della Fantascienza. Si tratta di una traduzione in volume unico, con alcuni materiali aggiuntivi, delle antologie Flashing Swords! 1 e Flashing Swords! 2, curate dallo scrittore statunitense Lin Carter e pubblicate congiuntamente da Doubleday in copertina rigida e da Dell Publishing in brossura nell'anno 1973.

## Panoramica
Prolifico autore e curatore editoriale di narrativa fantastica, negli anni Sessanta Lin Carter aveva promosso la fondazione della società letteraria Swordsmen and Sorcerers' Guild of America ("Gilda degli Spadaccini e Stregoni d'America", in acronimo SAGA), un club informale di scrittori di narrativa heroic fantasy cui aderirono gli autori statunitensi L. Sprague de Camp, Fritz Leiber, Poul Anderson, Jack Vance, John Jakes e Andre Norton, oltre che, con frequenza meno assidua, il britannico Michael Moorcock; all'inizio degli anni Settanta, Carter decise di creare una collana di antologie esplicitamente dedicata alle opere dei membri della SAGA, e tale progetto prese il titolo di Flashing Swords (letteralmente "Spade lampeggianti") ed esordì con due volumi da quattro racconti ciascuno (uno per ciascun membro della "Gilda") pubblicati congiuntamente nel 1973. Tutti gli scritti proposti erano episodi inediti dei cicli narrativi più famosi di ogni autore, con due parziali eccezioni: il racconto di Anderson nel volume 1 rappresenta l'inizio di una nuova saga, mentre quello di Moorcock nel volume 2 era già stato pubblicato solo in Regno Unito in una tiratura limitata come chapbook. 
La prima traduzione italiana delle due antologie le combina assieme in un tomo unico predisposto dai curatori editoriali Sebastiano Fusco e Gianfranco de Turris (cui si affianca Alex Voglino per la postfazione) e comprende due nuclei di materiali aggiuntivi: da un lato, vengono "anticipati" in questo tomo due racconti estrapolati rispettivamente da Flashing Swords! 3 e Flashing Swords! 4, i cui autori Avram Davidson e Katherine Kurtz avevano aderito alla "Gilda" durante gli anni Settanta, dall'altro lato sono inclusi in appendice quattro racconti inediti di scrittori italiani già attivi nella "scuderia" di Fanucci, presentati dai curatori come esponenti di una "Italian SAGA".

## Contenuti
I racconti sono elencati nell'ordine utilizzato dall'edizione italiana, che mescola assieme i contenuti dei due volumi originali, e presentano a fianco la cifra [1] o [2] (nonché [3] e [4] per i due racconti aggiuntivi) per indicare da quale antologia originale provengono. Per ogni testo, si indica nel corpo dell'articolo il ciclo narrativo di appartenenza, e in nota l'eventuale ripubblicazione entro una raccolta tematica o un romanzo fix-up. Tutte le traduzioni sono opera di Roberta Rambelli.
- «Presentazione» di Gianfranco de Turris e Sebastiano Fusco
- «Introduzione» di Lin Carter.
  - [2] "Il toro e il tappeto" ("The Rug and the Bull") di L. Sprague De Camp; racconto di Gezun di Lorsk entro la saga di Pusad.
  - [2] "Il giardino dello stregone" ("Ghoul's Garden") di John Jakes; racconto di Brak il barbaro[1].
  - [1] "Le grandi eresie di Oolimar" ("The Higher Heresies Oolimar") di Lin Carter; racconto di Amalric l'uomo-dio entro le Chronicles of Kylix[2].
  - [1] "La tristezza del Signore della Morte" ("The Sadness of the Executioner") di Fritz Leiber; racconto di Fafhrd e il Gray Mouser[3].
  - [1] "Morreion" ("Morreion") di Jack Vance; racconto autoconclusivo entro il Ciclo della Terra Morente[4].
  - [2] "Gli occhi dell'Uomo di Giada" ("The Jade Man's Eyes") di Michael Moorcock; racconto di Elric di Melniboné[5].
  - [1] "I figli del mare" ("The Merman's Children") di Poul Anderson; racconto dei Figli del Tritone[6].
  - [2] "I rospi di Glimmersdale" ("Toads of Grimmersdale") di Andre Norton; racconto autoconclusivo entro il Mondo delle Streghe[7].
  - [3] "Carovana per Illiel" ("Caravan to Illiel") di Avram Davidson; racconto del ciclo di Corydon.
  - [4] "Spade contro il Marluk" ("Swords Against Marluk") di Katherine Kurtz; racconto del ciclo dei Deryni[8].
- «Italian SAGA» di Gianfranco de Turris e Sebastiano Fusco
  - "Il Pittore delle Nuvole" di Adalberto Cersosimo
  - "Il giullare di Hud" di Luigi De Pascalis
  - "Il sogno dell'eroe" di Massimo Pandolfi
  - "L'amazzone e il sacerdote" di Gianluigi Zuddas
- «Le radici della Fantasia Eroica» di Alex Voglino

## Prosecuzione
Dopo circa tre anni Lin Carter avrebbe proseguito la collana Flashing Swords! con due nuove antologie intitolate Flashing Swords! 3: Warriors and Wizards (1976) e Flashing Swords! 4: Barbarians and Black Magicians (1977), anch'esse tradotte in italiano da Fanucci nel tomo unico Maghi e guerrieri. Altre storie di fantasia eroica (1981).

## Edizioni
- Flashing Swords! 1, a cura di Lin Carter, Science Fiction Book Club, Doubleday, 1973.
- Flashing Swords! 2, a cura di Lin Carter, Science Fiction Book Club, Doubleday, 1973.
- Heroic Fantasy. Il meglio della fantasia eroica moderna, a cura di Lin Carter, trad. Roberta Rambelli, Enciclopedia della Fantascienza 4, Fanucci Editore, 1979.